# Tony Ellis
Anthony Joseph Ellis, più conosciuto con il diminutivo di Tony Ellis (Salford, 20 ottobre 1964) è un allenatore di calcio ed ex calciatore inglese, di ruolo attaccante.

## Carriera

### Giocatore
Dopo aver giocato a livello semiprofessionistico con Barr Hill, Northwich Victoria ed Horwich RMI, nel 1986, all'età di 22 anni, firma un contratto professionistico con l'Oldham Athletic, club della seconda divisione inglese. Rimane agli Owls fino all'ottobre del 1987, giocando in modo abbastanza sporadico (8 presenze totali in partite di campionato), finché non viene acquistato per 23000 sterline dal Preston N.E., con cui conclude la stagione 1987-1988 giocando in terza divisione. Nella stagione 1988-1989 realizza poi 20 reti nella medesima categoria con i Lilywhites, con cui rimane fino al dicembre del 1989, quando per 250000 sterline viene ceduto allo Stoke City, club con cui termina la stagione 1989-1990 realizzando 6 reti in 24 partite in seconda divisione (retrocedendo però in terza divisione). Nelle stagioni 1990-1991 e 1991-1992, complice la presenza in squadra di altri due attaccanti di livello per la categoria come Wayne Biggins e Mark Stein, vede il campo con minor frequenza, segnando comunque in totale 13 reti in 53 presenze in campionato nell'arco di un biennio.
Nell'estate del 1992 fa ritorno al Preston (in uno scambio con Graham Shaw): a livello di squadra il suo secondo biennio nel club non è particolarmente positivo, visto che nella prima stagione arriva una retrocessione dalla terza alla quarta divisione, categoria in cui l'anno seguente i Liliwhites perdono la finale play-off; a livello individuale, invece, Ellis vive uno dei momenti migliori in carriera, realizzando 48 reti in 72 partite di campionato nell'arco del biennio, grazie a cui arriva a complessive 194 presenze ed 88 reti con la maglia del Preston fra tutte le competizioni ufficiali; nella stagione 1993-1994, grazie alle 26 reti segnate, vince anche il titolo di capocannoniere del campionato di quarta divisione. Al termine della stagione 1993-1994 viene ceduto per 160000 sterline al Blackpool; rimane ai Tangerines fino al dicembre del 1997, mettendo a segno in totale 64 reti in 172 presenze fra tutte le competizioni ufficiali (tra cui 54 reti in 146 presenze in terza divisione, unico campionato in cui ha giocato con questo club). La sua squadra successiva è poi il Bury, con cui tra il dicembre del 1997 ed il gennaio del 1999 realizza in tutto 12 reti in 38 presenze in seconda divisione, categoria in cui poi gioca anche con lo Stockport County per quasi tutto l'anno solare 1999, con un bilancio di 21 presenze e 6 reti. Nel dicembre del 1999 scende poi di categoria e va a giocare in quarta divisione al Rochdale, dove rimane fino al termine della stagione 2000-2001, realizzando in totale 17 reti in 59 partite di campionato. A fine stagione si svincola e, all'età di 37 anni, torna a sorpresa a giocare in seconda divisione, al Burnley: la sua unica stagione con i Clarets lo vede comunque ricoprire un ruolo da comprimario (10 presenze ed una rete). In seguito gioca fino al 2005, quando all'età di 41 anni, dopo un triennio trascorso in vari club semiprofessionistici, si ritira definitivamente.
In carriera ha totalizzato complessivamente 518 presenze e 185 reti nei campionati della Football League.

### Allenatore
Durante la sua permanenza all'Hyde era anche vice allenatore del club, ruolo che ha poi ricoperto fino al 2007. In parallelo, dal 2003 al 2007 ha anche allenato la formazione Under-15 del Burnley. Dal 2007 al 2013 ha invece allenato nelle giovanili del Rochdale.

## Palmarès

### Giocatore

#### Competizioni nazionali
- Northern Premier League: 1

Hyde United: 2004-2005
- Northern Premier League Division One: 1

Hyde United: 2003-2004

#### Competizioni regionali
- North West Counties League Cup: 1

Mossley: 2002-2003
- Manchester Premier Cup: 1

Hyde United: 2004-2005
- Northern Premier League Chairman's Cup: 1

Hyde United: 2003-2004

#### Individuale
- Capocannoniere della quarta divisione inglese: 1

1993-1994 (26 reti)